# Коссо, Пьер
Пьер Коссо́ (фр. Pierre Cosso; род. 24 сентября 1961 года, Алжир, Французский Алжир) — французский кино- и театральный актёр и музыкант.

## Биография
Пьер Коссо стал знаменит благодаря первой же своей кинороли — он выступил в качестве партнёра Софи Марсо в подростковой комедии 1982 года «Бум 2». Несмотря на то, что в дальнейшем сыграл несколько десятков ролей в кино, на телевидении и в сериалах (во Франции, Италии, США), первая роль осталась вершиной его кинокарьеры.
В 1980-х годах выступал в качестве музыканта, выпустил несколько синглов, которые не были замечены на его родине — во Франции, но некоторые из них вошли в чарты немецкоязычных стран (Германии, Австрии и Швейцарии).
В начале 2000-х годов сыграл в театральной постановке — французской версии Ladies' Night в парижском театре «Рив Гош», удостоенной театральной премии «Ночи Мольеров» как лучшая французская театральная комедия.
В 2002 году отправился в кругосветное путешествие на катамаране, в результате которого обосновался во Французской Полинезии. Проживает вместе с маленьким сыном на острове Хуахине. После отбытия из Франции снимается не так часто, но иногда приезжает во Францию для съёмок (преимущественно в телевизионных проектах).

## Фильмография
| Год       |    | Русское название                          | Оригинальное название                | Роль               |
| --------- | -- | ----------------------------------------- | ------------------------------------ | ------------------ |
| 1981      | ф  | Отчим                                     | Beau-père                            | эпизод             |
| 1982      | ф  | Бум 2                                     | La Boum 2                            | Филипп             |
| 1984      | ф  | Золушка 80                                | Cenerentola '80                      | Мицио              |
| 1984      | ф  | Виндсерфинг – ветер в руках               | Windsurf - Il vento nelle mani       | Пьер               |
| 1986      | ф  | Уличная девка                             | Rosa la rose, fille publique         | Жюльен             |
| 1986      | с  | Мино                                      | Mino - Il piccolo alpino             | Рико               |
| 1987      | ф  | Мои первые 40 лет                         | I miei primi 40 anni                 | Массимильяно       |
| 1987      | с  | Никто не вернётся назад                   | Nessuno torna indietro               | Морис              |
| 1988      | с  | Римлянка                                  | La romana                            | Джакомо            |
| 1989      | с  | Четыре девушки                            | Quattro piccole donne                |                    |
| 1991      | с  | Чёрный скакун                             | The Adventures of the Black Stallion | Жюльен             |
| 1992      | ф  | Со скоростью скачущей лошади              | À la vitesse d'un cheval au galop    | инвалид            |
| 1992      | с  | Сожжённые сердца                          | Les Cœurs brûlés                     | Кристиан           |
| 1993      | с  | Год в Провансе                            | A Year in Provence                   | Аббат Пэн          |
| 1993      | с  | Карл Великий                              | Charlemagne, le prince à cheval      | Оливье             |
| 1994      | тф | Супер-легавые: последняя разборка         | Flics de choc : le dernier baroud    | Боклер             |
| 1994      | тф | Микеле на войне                           | Michele alla guerra                  | Блерио             |
| 1994      | с  | Глаза Элен                                | Les Yeux d'Hélène                    | Кристиан           |
| 1994      | с  | Челленджерс: Экстремальные ситуации       | Extrême Limite                       | Жан-Поль Мавик     |
| 1995      | с  | Кордье — стражи порядка                   | Les Cordier, juge et flic            | Клод               |
| 1996      | тф | Супер-легавые: Напуганная                 | Flics de choc : Une femme traquée    | Боклер             |
| 1996      | тф | Супер-легавые: Последняя волна            | Flics de choc : La dernière vague    | Боклер             |
| 1996      | с  | Незнакомцы                                | Strangers                            | Миа                |
| 1996      | с  | Бессердечный                              | Senza cuore                          |                    |
| 1997      | ф  | Американский оборотень в Париже           | An American Werewolf in Paris        | Клод               |
| 1998      | тф | Тристан и Изольда                         | Il cuore e la spada                  | Горвенал           |
| 1998      | с  | Ван Лок — великий марсельский полицейский | Van Loc : un grand flic de Marseille | Пьер Ренуар        |
| 1999      | тф | Только не картины                         | Mai con i quadri                     | Марио Кайано       |
| 2000      | ф  | Наивная мадам Дюфф                        | La Candide Madame Duff               | Нолан              |
| 2001—2003 | с  | Сен-Тропе                                 | Sous le soleil                       | Серж Герен         |
| 2002      | с  | 72 часа                                   | 72 heures                            |                    |
| 2003      | ф  | Сердцу не прикажешь                       | Al cuore si comanda                  | Джулио Фонтана     |
| 2004      | ф  | Кухня греха                               | Sin's Kitchen                        | Рис                |
| 2006      | с  | Леа Паркер                                | Léa Parker                           |                    |
| 2008—2011 | с  | Анна и пятеро                             | Anna e i cinque                      | Фердинандо Феррари |

## Дискография
| Год  | Название песни | Совместно с...  | Чарты (недель) | Чарты (недель) | Чарты (недель) | Чарты (недель) |
| Год  | Название песни | Совместно с...  | FR             | CH             | DE             | AT             |
| ---- | -------------- | --------------- | -------------- | -------------- | -------------- | -------------- |
| 1984 | Stay           | с Бонни Бьянко  | —              | 2 (11)         | 1 (17)         | 3 (16)         |
| 1986 | Face Your Life |                 | —              | 15 (7)         | 7 (13)         | —              |
| 1986 | J'aurais voulu |                 | —              | —              | —              | —              |
| 1986 | Vis ta vie     |                 | —              | —              | —              | —              |
| 1987 | Emmene-moi     |                 | —              | —              | —              | —              |
| 1987 | Gotta Give Up  |                 | —              | —              | 62 (4)         | —              |
| 1988 | Pioche         |                 | —              | —              | —              | —              |
| 1989 | Don't Cry      | с Никкой Костой | —              | —              | —              | —              |
| 1989 | Hola           | с Никкой Костой | —              | —              | —              | —              |